# Mórichida
Mórichida é um município da Hungria, situado no condado de Győr-Moson-Sopron. Tem 32,3 km² de área e sua população em 2015 foi estimada em 814 habitantes.